# Station Rognes
Station Rognes is een station in  Rognes in fylke Trøndelag  in  Noorwegen. Het station ligt aan Rørosbanen. Rognes werd in 1876 geopend als Rognæs, een jaar voordat de lijn helemaal tot aan Trondheim in gebruik werd genomen. Het oorspronkelijke stationsgebouw was een ontwerp van Peter Andreas Blix. 
In 1940 verdween het gebouw met de directe omgeving na dagenlange zware regenbuien in de rivier de Gaula. In 1948 werd een nieuw station gebouwd dat tegenwoordig niet meer in gebruik is. De huidige halte staat 200 meter ten zuiden van het voormalige station.